# 許爾芬山

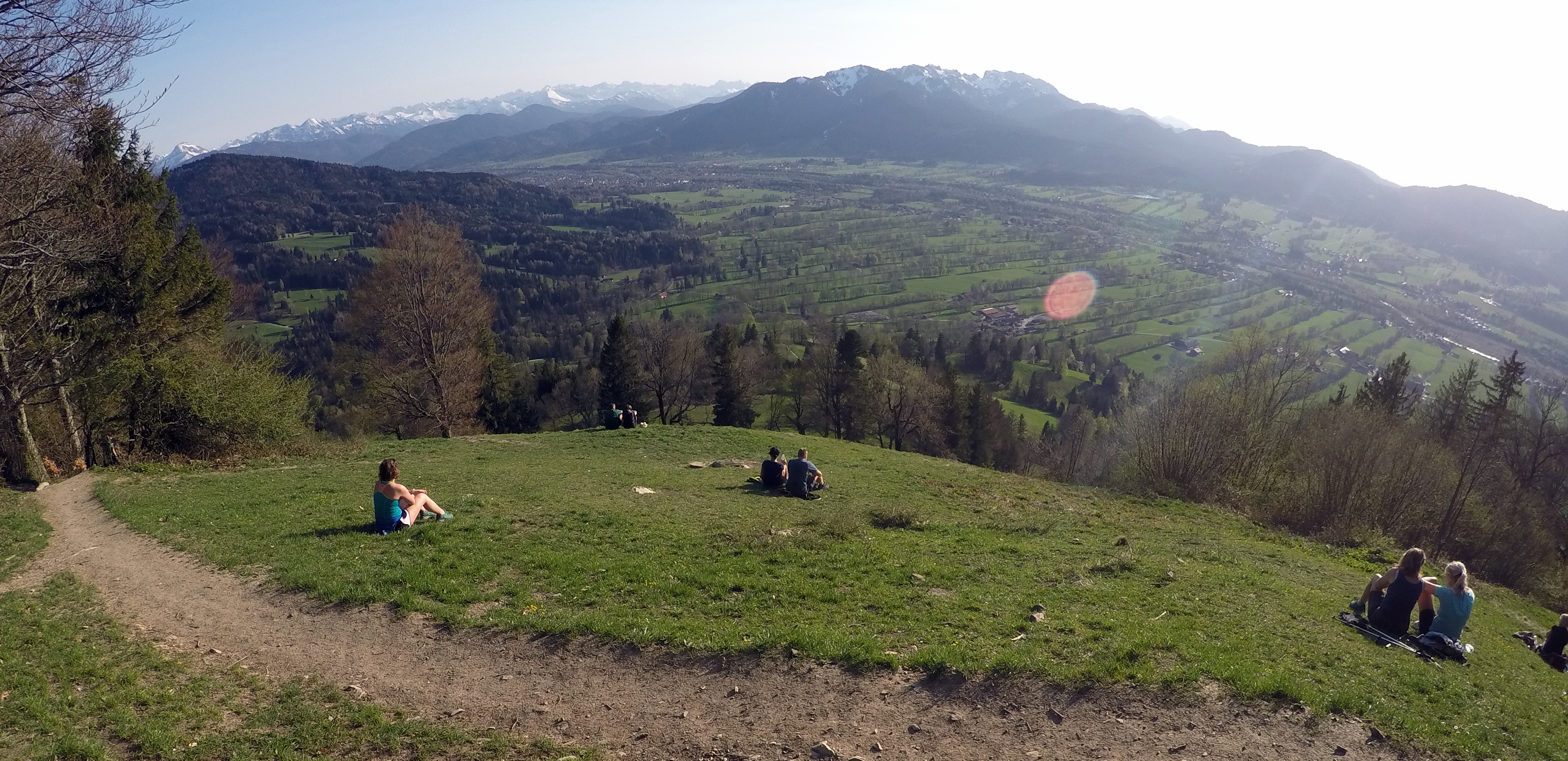

47°43′20″N 11°36′03″E / 47.72226°N 11.60071°E
許爾芬山（德語：Schürfenkopf），是德國的山峰，位於該國東南部，由巴伐利亞負責管轄，屬於巴伐利亞前阿爾卑斯山脈的一部分，海拔高度1,096米，每年平均降雨量1,764毫米。